# Hans Knoll
Hans Knoll (* 8. Mai 1914 in Stuttgart; † 8. Oktober 1955 in Matanzas, Kuba) war ein deutscher Unternehmer. Er gründete 1938 in New York die Hans G. Knoll Furniture Company, die als Knoll Associates durch ihre Zusammenarbeit mit Bauhaus-Künstlern ein internationaler Pionier unter den Designermöbelherstellern wurde.

## Werdegang
Knoll wurde als Sohn des Fabrikanten Walter Knoll und Enkel von Robert Vollmöller geboren. Er besuchte mit seinem älteren Bruder Robert die 1920 von Kurt Hahn gegründete Schule Schloss Salem. Er verließ die Schule 1934 ohne Abschluss und begann eine kaufmännische Lehre, die ihn nach England (zu Parker-Knoll, Lizenznehmer von Knoll Möbeln) und in die Schweiz (zur Vollmoeller Textil AG) führte. 1938 übersiedelte er in die USA.

## Knoll Associates
Einen Monat nach seiner Ankunft gründete er die „Hans G. Knoll Furniture Company“. Durch seinen Vater sowie seinen Onkel Karl Gustav Vollmoeller war er mit namhaften Architekten und Designern wie Walter Gropius, Marcel Breuer und Ludwig Mies van der Rohe seit Kindertagen bekannt. Der Name seines Onkels und seines Vaters öffnete ihm den Zugang zu den in die USA emigrierten Architekten und Designern, die ihm ihre Möbelentwürfe zunächst ohne Honorar zur Verfügung stellten. Gleichzeitig nutzte er die bekannten Namen, um die Möbel zu vermarkten. Die Möbeldesigner erhielten aus den Verkäufen wie Buchautoren Tantiemen. Entwürfe des Dänen Jens Risom, die wegen der kriegsbedingten Materialknappheit Rückenlehnen und Sitzflächen für Stühle vorsahen, die aus wiederverwerteten Fallschirmgurten hergestellt wurden, waren die Anfänge skandinavischen Designs in den USA.
Knoll gründete 1943 mit dem Testgelände Dugway Proving Ground in Utah das Deutsche Dorf, einen realistischen Nachbau Berliner Mietskasernen. Hier wurden verschiedene Spreng- und Brandbomben in ihrer Wirkung auf die besondere Bauform getestet.
1943 lernte Hans Knoll seine spätere Frau Florence, eine Architektin und Designerin, kennen. Sie heirateten 1946 in New York. Trauzeuge war Hans Onkel Karl Gustav Vollmoeller, mit dem das junge Paar gemeinsam am Sutton Place in New York lebte. Gemeinsam führten sie die Knoll Furniture Company unter dem Namen „Knoll Associates“ weiter.  Dank ihrer guten Kontakte gelang es den beiden, so viele namhafte Designer an sich zu binden wie keine andere Möbelfirma: Ludwig Mies van der Rohe, Marcel Breuer, Eero Saarinen, Harry Bertoia, Jens Rimsom, Isamu Noguchi.
Als geschickter Verkäufer baute Hans Knoll nach Kriegsende ab 1947 weltweit Niederlassungen, sogenannte Showrooms auf. Seine Frau Florence Knoll war für das Design und Corporate Identity des Unternehmens verantwortlich. 1951 kam er zurück nach Stuttgart und gründete, unter der Geschäftsführung seines Bruders Robert, seine erste ausländische Niederlassung in Stuttgart. 
1955 verstarb Hans Knoll 41-jährig bei einem Autounfall nahe Havanna. Er hinterließ seine Witwe Florence, die den Vorstandsvorsitz übernahm, sowie zwei Kinder, Peter und Maria (Maja). Hans Knoll wurde von Kuba nach New York überführt und dort beigesetzt. Eero Saarinen 1955 in seinem Nachruf auf Hans Knoll: „In den wenigen Jahren zwischen 1938 … und der jetzigen weltweiten Organisation hatte Hans stets großen persönlichen Einfluß auf alle, die ihm begegneten … Innerhalb seiner riesigen, erfolgreichen Organisation behandelte er jeden Mitarbeiter auf persönliche, menschliche Weise. Den Designern gab er in großzügigem Maße von seiner eigenen schöpferischen Intuition ab … er beschenkte sie stets reichlich mit Lob und Ehre; er, der einen erheblichen Anteil an ihrer Arbeit geleistet hatte, nahm jedoch niemals eine Leistung für sich selber in Anspruch. Seine Großzügigkeit und Begeisterung, die Inspiration und das Gefühl für den Mitmenschen werden uns allen noch lange in Erinnerung bleiben.“ 1960 verkaufte Florence Knoll das Unternehmen, dem sie bis 1965 als Beraterin zur Verfügung stand.